# Cimetière du Sud (Rijsel)
De Cimetière du Sud is een gemeentelijke begraafplaats in de Franse stad Rijsel in het Noorderdepartement. De begraafplaats ligt in het zuiden van de stad en is zo'n 33 ha groot. Ze werd ontworpen door architect Henri Contamine en werd in gebruik genomen in 1864.
Aan de hoofdingang staat een monumentaal gebouw met een toegangsboog. Het noordelijke deel van de begraafplaats is concentrisch aangelegd rond een centraal plein, het zuidelijke deel heeft een dambordpatroon.

## Graven

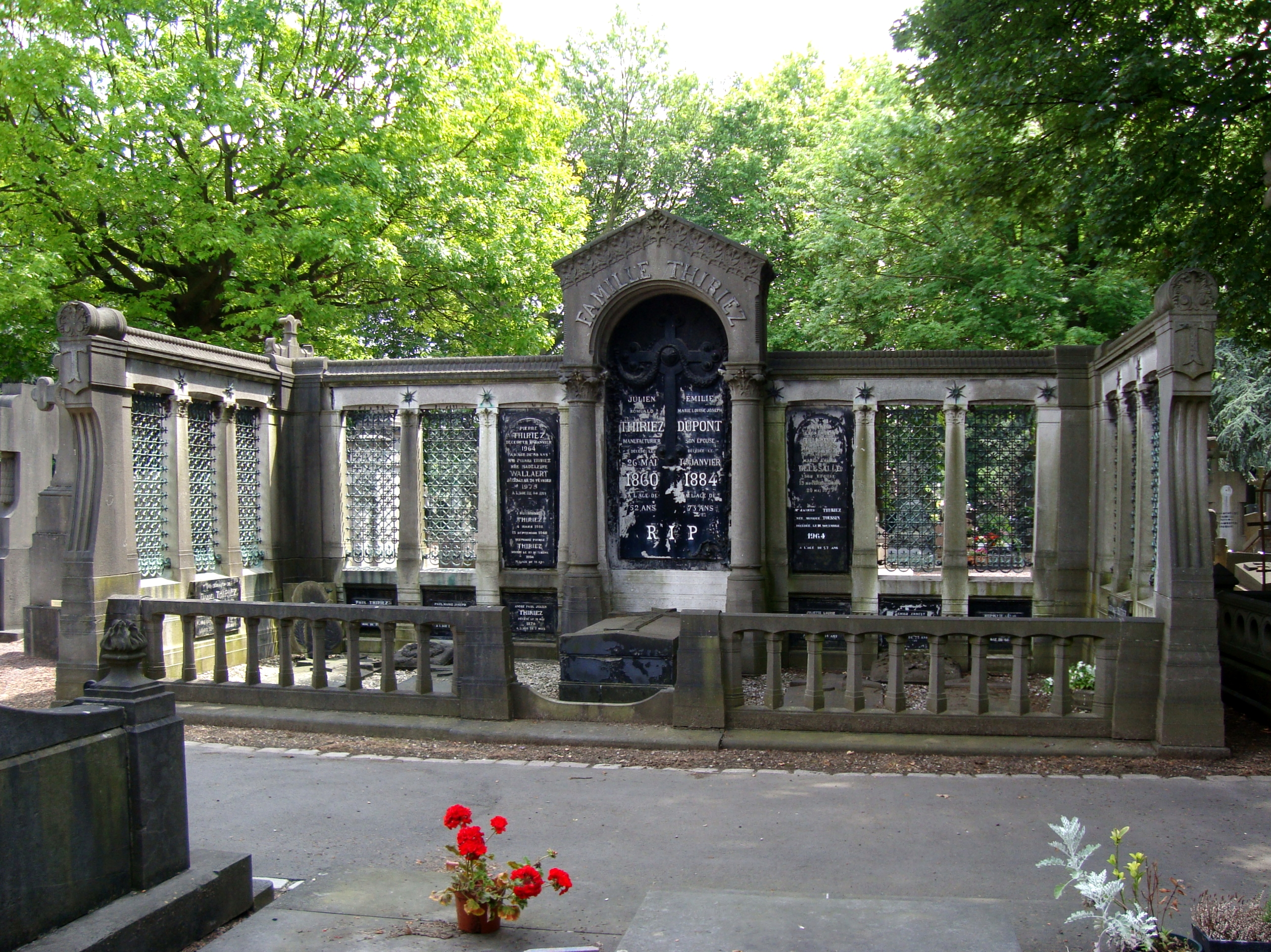
Grafmonument van de familie Thiriez

Op de begraafplaats liggen verschillende bekende personen:
- Gustave Delory, politicus
- de familie Thiriez, belangrijke familie uit de industriële textielgeschiedenis van Rijsel
- Désiré Verhaeghe, medicus

## Oorlogsgraven
Op de begraafplaats bevinden zich militaire perken uit de Eerste- en Tweede Wereldoorlog met gesneuvelden van verschillende nationaliteiten. De begraafplaats heeft Franse perken, enkele Britse perken, en een Duits perk.
Tijdens de Eerste Wereldoorlog was Rijsel in Duitse handen. In de stad waren tot 19 Duitse veldhospitalen gelegerd, die hun overledenen op de gemeentelijke begraafplaats begroeven. Na de oorlog begroeven ook Britse medische posten hier hun slachtoffers. In het begin van de Tweede Wereldoorlog werd de begraafplaats ook gebruikt door Britse veldhospitalen.
Een perk, het "carré des dix-huit ponts", werd aangelegd voor het begraven van de burgerslachtoffers van een zware ontploffing in Moulins-Lille op 11 januari 1916, toen in een kazerne een kruitmagazijn met 18 gewelven ("18 ponts") ontplofte en meer dan honderd slachtoffers maakte.

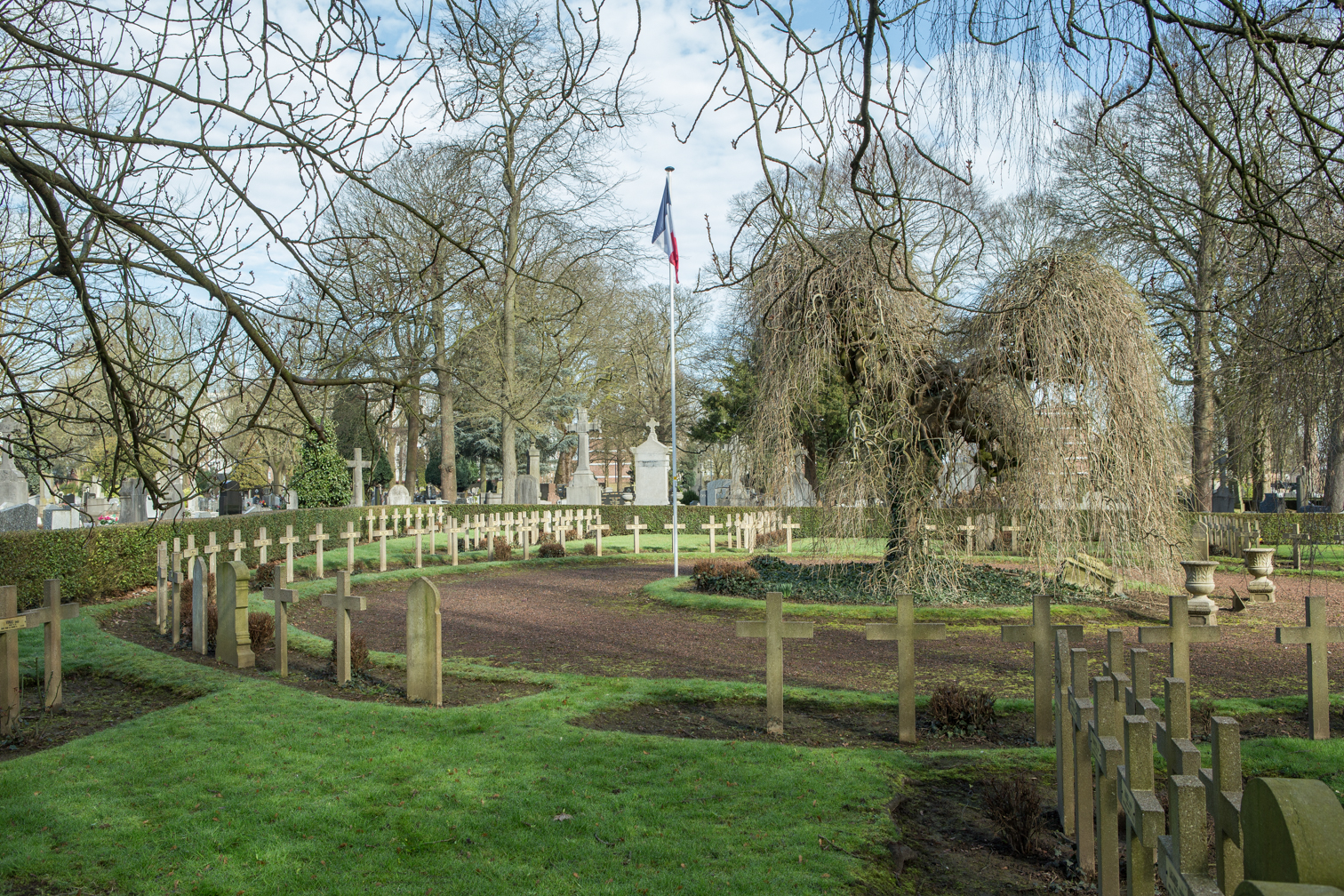
Een van de Franse militaire perken

### Franse oorlogsgraven
Op de begraafplaats liggen 1.262 Franse gesneuvelden uit de beide wereldoorlogen. In het noordelijk concentrisch deel liggen een aantal Franse militaire graven in de buurt van een Frans oorlogsmonument. In het zuidelijk deel van de begraafplaats ligt een groot rechthoekig perk met Franse oorlogsgraven. In een van deze perken liggen ook zes Belgische militairen.

### Britse oorlogsgraven
Op de begraafplaats liggen meer dan 600 graven met Britse gesneuvelden uit beide wereldoorlogen, waarvan 576 geïdentificeerde. In het noordelijke deel liggen bij een klein Frans perk twee Britse perken met gesneuvelden en krijgsgevangenen uit de Eerste Wereldoorlog en een ander perk met gesneuvelden uit Tweede Wereldoorlog. Naast het grote Franse perk in het zuidelijk deel ligt ook een groot rechthoekig Brits perk met gesneuvelden uit de Tweede Wereldoorlog. Op dit perk staat het Cross of Sacrifice.
Onder de geïdentificeerde doden zijn er 313 Britten, 10 Nieuw-Zeelanders en 7 Australiërs uit de Eerste Wereldoorlog en 238 Britten, 1 Australiër, 1 Canadees en 6 Polen uit de Tweede Wereldoorlog.
Een Brit wordt herdacht met een Special Memorial omdat zijn graf niet meer gelokaliseerd kon worden en men neemt aan dat hij onder een naamloze grafzerk ligt.
De Britse perken worden onderhouden door de Commonwealth War Graves Commission. In de CWGC-registers staat de begraafplaats als Lille Southern Cemetery genoteerd.

#### Onderscheiden militairen
- kapitein Leonel Graham Pringle (Highland Light Infantry) werd onderscheiden met het lidmaatschap in de Royal Victorian Order (MVO).
- squadron leader Jack Gordon Kerry (Royal Air Force Volunteer Reserve) werd onderscheiden met het Distinguished Flying Cross (DFC)
- kapitein Frederick John Dover Gunston (Worcesterhire Regiment), luitenant Gerard Illtyd Turnbull (Welsh Regiment), onderluitenant Francis Michael Hemsley Smith (Queen's Own Royal West Kent Regiment) en brigadier Thomas Grindall Newburry (Lincolnshire Regiment) werden onderscheiden met het Military Cross (MC).
- flying officer James George Bruce (Royal Air Force Volunteer Reserve) werd onderscheiden met de Distinguished Flying Medal (DFM).
- onderluitenant G.H. Elson (Leicestershire Regiment), korporaal R. Evans (Royal Engineers) en soldaat J.W. Lowther (Yorkshire Regiment) werden onderscheiden met de Military Medal (MM).

### Duitse oorlogsgraven
Aan de noordoostelijke rand van de begraafplaats ligt een Duits militair perk. Hier rusten 2.888 Duitse gesneuvelden uit de Eerste Wereldoorlog. Tijdens de oorlog begroeven de Duitsers hun gesneuvelden na de zomer van 1914 eerst bij de Porte de Douai, maar daarna werd de burgerlijke begraafplaats uitgebreid met een terrein dat werd ingericht als Duitse militaire begraafplaats. De Duitse veldhospitalen bleven tijdens de oorlog hier hun doden begraven en een groot monument werd hier in 1915 opgetrokken.
Na de oorlog werd het Duits perk uitgebreid toen Duitse graven uit de omgeving van Rijsel naar hier werden overgebracht. Wegens bouwvalligheid werd het monument later afgebroken. In de tweede helft van de 20ste eeuw werd de begraafplaats verder heringericht en in 1978 werden de tijdelijke grafkruisen door kruisen in natuursteen vervangen. Het Duits perk (Deutscher Soldatenfriedhof Lille-Süd) wordt door de Volksbund Deutsche Kriegsgräberfürsorge onderhouden.